# Церковь Святого Димитрия (Суботица)
Церковь Святого Димитрия (серб. Црква Светог Димитрија) — храм Бачской епархии Сербской православной церкви в бывшем селе Александрово (ныне квартал Суботицы, АК Воеводина, Сербия). Памятник культуры Сербии большого значения.

## История
Поселение Шандор (Александрово) основано сербами из Суботицы в 1787 году. В феврале 1804 года оно было официально провозглашено селом. В 1811 году сербы основали фонд для строительства православной церкви. Закупка строительных материалов началась в 1815 году, а уже в 1818 году в храме начались богослужения.
В 1910 году в церкви был установлен иконостас из суботицкой Вознесенской церкви. О том, как выглядел старый храмовый иконостас и его дальнейшей судьбе ничего не известно.
Работы по консервации храма проводились в 1963, 1966, 1969—1970 и 1992—1997 годах.

## Архитектура
Храм возведён по типичному для построенных до 1830—1840-х воеводинских церквей проекту. Представляет собой однонефное сооружение в стиле барокко с полукруглой алтарной апсидой на восточной стороне. Хоровые апсиды внешне прямоугольные, а внутри полукруглые. Над главным входом размещена икона святого Димитрия Солунского, святого покровителя храма. На западе, слева от входа, находится каменный крест, который поставили Прокопий Ршич и Кирилл Арадский в 1852 году.